# Благодатное (Луганская область)
Благодатное (укр. Благодатне) — село в Меловском районе Луганской области Украины. Входит в Никольский сельский совет.
Население по переписи 2001 года составляло 58 человек. Почтовый индекс — 92512. Телефонный код — 6465. Занимает площадь 0,48 км². Код КОАТУУ — 4422884402.

## Местный совет
92510, Луганська обл, Міловський р-н, с. Микільське, пл. Героїв Великої Вітчизняної війни, 1  (укр.)